# Chichigalpa
Chichigalpa est une municipalité nicaraguayenne du département de Chinandega au Nicaragua.